# Línea Journal Square–Calle 33
Journal Square–Calle 33 vía Hoboken es un servicio operado por el PATH. En los mapas del servicio PATH están coloreados en azul y amarillo y los trenes en este mismo servicio están coloreados en azul y amarillo. Este servicio opera desde Journal Square en Jersey City hacia la Calle 33 en Midtown Manhattan. Este servicio opera desde las 23:00 a las 6:00 los días de semana y todo el día los fines de semana y días festivos, combinando a los servicios de Journal Square-Calle 33 y la Línea Hoboken-Calle 33 en uno durante la madrugada. 
El Hoboken–World Trade Center no opera en la madrugada de los fines de semana. Los pasajeros que desean viajar desde Hoboken hacia el World Trade Center en estas horas deben de tomar el tren de Journal Square–Calle 33 vía el tren Hoboken desde Hoboken y luego transferirse en la Calle Grove hacia el tren de Newark–World Trade Center.

## Lista de estaciones
| Estación          | Hora                                                                   | Transferencias | Accesibilidad              |
| ----------------- | ---------------------------------------------------------------------- | -------------- | -------------------------- |
| Nueva Jersey      |                                                                        |                |                            |
| Journal Square    | 23:00 a 6:00 días de semana, fines de semana todo el día/días festivos | NWK–WTC        | Acceso para discapacitados |
| Calle Grove       | 23:00 a 6:00 días de semana, fines de semana todo el día/días festivos | NWK–WTC        |                            |
| Pavonia/Newport   | 23:00 a 6:00 días de semana, fines de semana todo el día/días festivos |                | Acceso para discapacitados |
| Hoboken           | 23:00 a 6:00 días de semana, fines de semana todo el día/días festivos |                | Acceso para discapacitados |
| Manhattan         |                                                                        |                |                            |
| Calle Christopher | 23:00 a 6:00 días de semana, fines de semana todo el día/días festivos |                |                            |
| 9.° Calle         | 23:00 a 6:00 días de semana, fines de semana todo el día/días festivos |                |                            |
| 14.° Calle        | 23:00 a 6:00 días de semana, fines de semana todo el día/días festivos |                |                            |
| 23.° Calle        | 23:00 a 6:00 días de semana, fines de semana todo el día/días festivos |                |                            |
| 33.° Calle        | 23:00 a 6:00 días de semana, fines de semana todo el día/días festivos |                | Acceso para discapacitados |

- Datos: Q1931652